# Othreis procax
Othreis procax är en fjärilsart som beskrevs av Jacob Hübner 1827. Othreis procax ingår i släktet Othreis och familjen nattflyn. Inga underarter finns listade i Catalogue of Life.